# Мидвеј (Јута)
Мидвеј (енгл. Midway) град је у америчкој савезној држави Јута.

## Демографија
По попису из 2010. године број становника је 3.845, што је 1.724 (81,3%) становника више него 2000. године.
| Група             | 2000.         | 2010.         |
| Белци             | 2.021 (95,3%) | 3.560 (92,6%) |
| Афроамериканци    | 1 (0,0%)      | 8 (0,2%)      |
| Азијати           | 4 (0,2%)      | 20 (0,5%)     |
| Хиспаноамериканци | 59 (2,8%)     | 212 (5,5%)    |
| Укупно            | 2.121         | 3.845         |